# Lunette astronomique
Pour les articles homonymes, voir lunette.

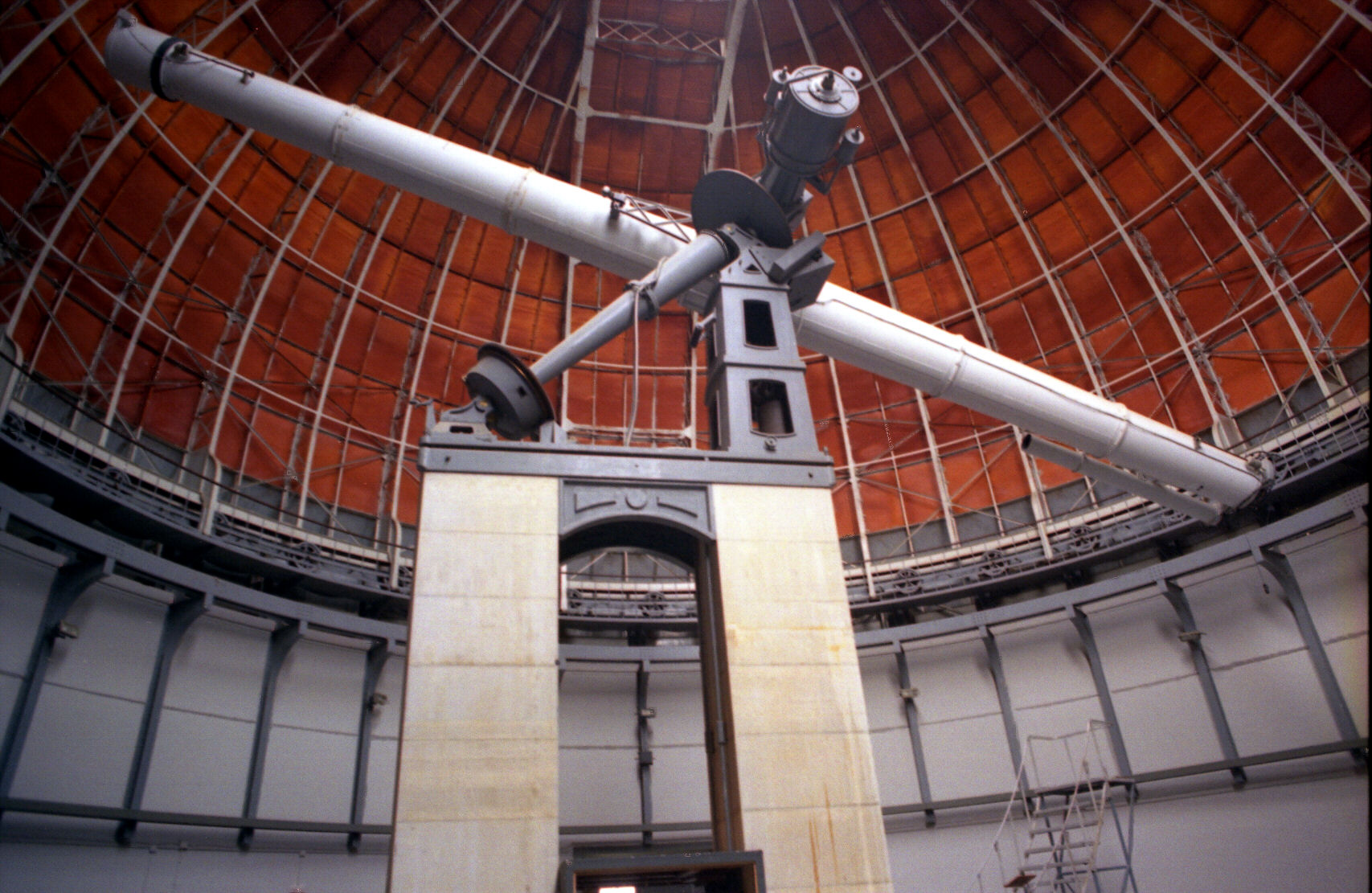
La grande lunette de l'Observatoire de Nice.

Une lunette astronomique ou lunette de Kepler est un instrument d'optique composé de lentilles et permettant d'augmenter la luminosité et la taille apparente des objets du ciel lors de leur observation. Équipée d'un redresseur d'image, elle se comporte alors en lunette d'approche.
La lunette astronomique à probablement été inventé par l'astronome ottoman Taqi al Din, peut être vers 1574. En effet dans son ouvrage Kitāb Nūr, il donne une description assez précis de son invention : « J'ai fabriqué un cristal (billawr) doté de deux lentilles permettant de visualiser en détail les objets à longue distance. En regardant par l'un de ses bords, on peut voir la voile du navire au loin ».
Giambattista della Porta en mentionne le principe dans son ouvrage La Magie naturelle (1589):
« Les lentilles concaves font voir très clairement les choses lointaines, les convexes celles qui sont proches ; tu pourras profiter de ceci pour la commodité de la vue. Avec le verre concave, tu vois les choses lointaines petites mais nettes, avec le verre convexe tu vois les objets proches plus grands, mais flous. Si tu savais correctement combiner l'un et l'autre, tu verrais agrandies et nettes les choses lointaines et proches »
Le livre de Della Porta a sans doute mis sur la voie des artisans, mais le contexte laisse penser que Della Porta pensait avant tout à la correction visuelle, le principe de combiner lentilles convexes et concaves à cet effet étant d'ailleurs connu depuis l'Antiquité. Rien ne prouve que Della Porta ait vu, et encore moins fabriqué, une lunette grossissante. Cependant, Della Porta revendiquera vingt ans plus tard la paternité de l'invention dans une lettre à Federico Cesi.
À cette époque, plusieurs personnes exhibent cet instrument. Hans Lippershey fut le premier à faire une démonstration concrète d'une lunette d'approche de grossissement trois à la fin du mois de septembre 1608[réf. souhaitée]. Zacharias Janssen aurait fabriqué un modèle dès 1604 d'après un modèle rudimentaire italien de 1590 et en aurait vendu à la foire d'automne de Francfort en septembre 1608[réf. souhaitée]. Jacob Metius est soutenu par Descartes, qui parle de cette invention au début de sa Dioptrique :
« Mais, à la honte de nos sciences, cette invention, si utile et si admirable, n'a premièrement été trouvée que par l'expérience et la fortune. Il y a environ trente ans, qu'un nommé Jacob Metius, de la ville d'Alkmaar en Hollande, homme qui n'avait jamais étudié, bien qu'il eût un père et un frère qui ont fait profession des mathématiques, mais qui prenait particulièrement plaisir à faire des miroirs et verres brûlants, en composant même l'hiver avec de la glace, ainsi que l'expérience a montré qu'on en peut faire, ayant à cette occasion plusieurs verres de diverses formes, s'avisa par bonheur de regarder au travers de deux, dont l'un était un peu plus épais au milieu qu'aux extrémités, et l'autre au contraire beaucoup plus épais aux extrémités qu'au milieu, et il les appliqua si heureusement aux deux bouts d'un tuyau, que la première des lunettes dont nous parlons, en fut composée. »
Dès que la lunette d'approche fut connue et commença à se répandre, plusieurs personnes, dont Thomas Harriot et Christoph Scheiner, la tournèrent vers le ciel au début de 1609 pour observer les objets célestes. Mais c'est Galilée qui, à partir d'août 1609 établit véritablement la lunette d'approche comme instrument d'observation astronomique par ses observations célestes et surtout par le regard neuf qu'il portait sur le ciel et les objets qu'il observait : il s'étonnait des phénomènes qu'il voyait et il les étudiait. Il construisait ses propres lunettes et leur donna d'abord un grossissement de six au lieu de trois, pour le porter progressivement à 20 puis à 30.
Sa première représentation est de Jan Brueghel l'Ancien ; l'archiduc Albert de Habsbourg tient l'instrument dans le tableau Paysage sur le château de Mariemont.

## Composition

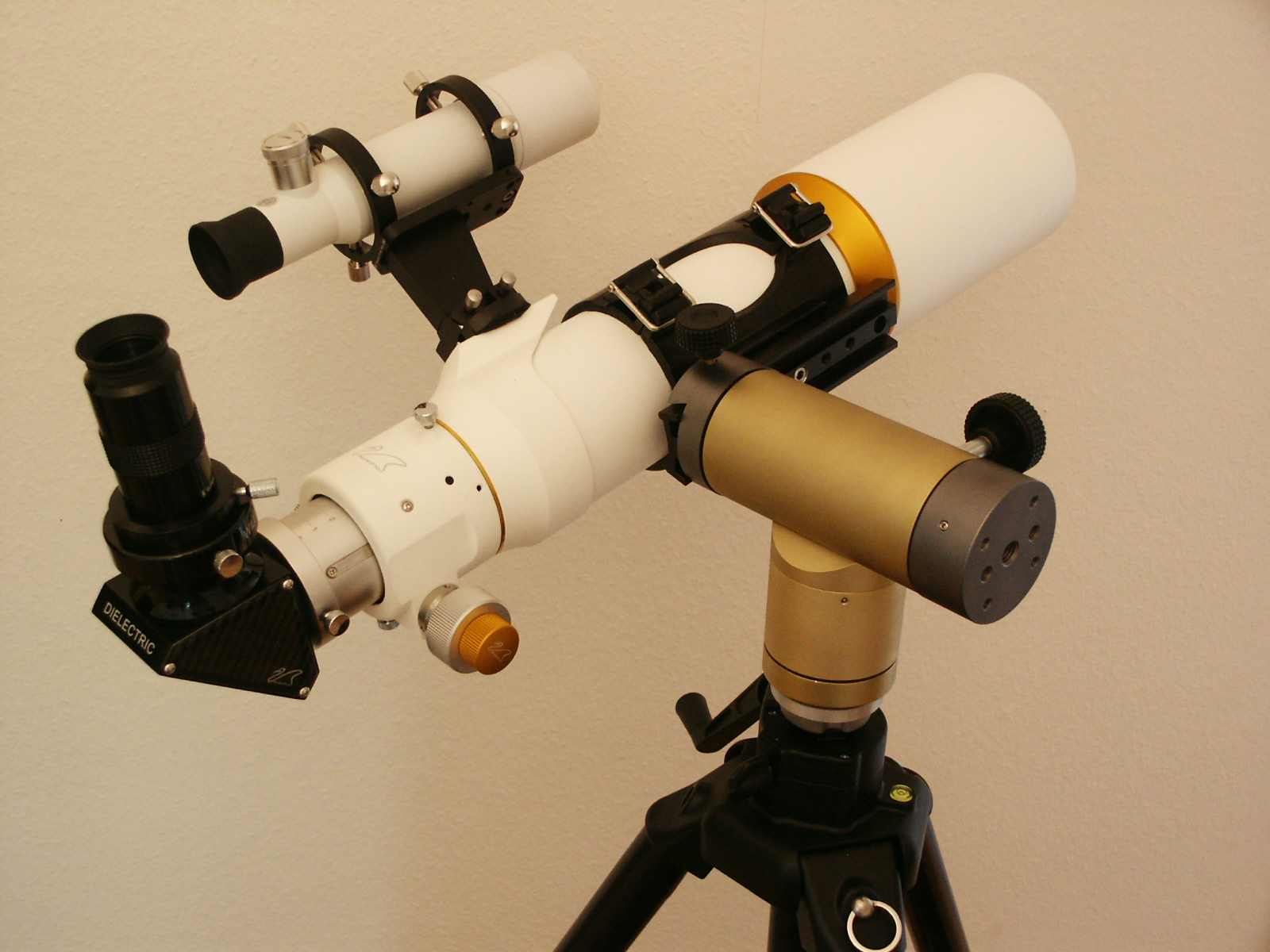
Lunette astronomique sur une monture altazimutale.

Une lunette est composée d'un objectif et d'un oculaire disposés de part et d'autre d'un tube fermé. Le tube peut être fixe ou télescopique comme dans le cas des longues-vues de marine. L'oculaire se situe, comme l'indique son nom, du côté de l'œil, et il est de petite dimension. L'objectif se situe de l'autre côté, et est généralement de plus grande dimension que l'oculaire.
Ces premières lunettes d'approche, terrestre ou astronomique, ont possédé un objectif convexe et un oculaire concave (voir description de René Descartes plus haut) par le hasard de leur invention par des lunetiers. Les plus récentes (voir description plus bas) possèdent objectif et oculaire convexes.
Les deux systèmes conservent chacun leurs avantages. L'oculaire concave donne une image droite permettant l'usage en longue-vue terrestre et un raccourcissement de la longueur du tube par rapport à la focale de l'objectif. L'assemblage de deux de ces lunettes de petite taille crée l'appareil dit jumelles de Galilée (utilisées au théâtre vu les faibles performances). Alors que pour l'oculaire convexe, on obtient un retournement de l'image (haut et bas) et un allongement par rapport à la longueur de la focale de l'objectif. Cela ne gène pas l'usage comme lunette astronomique (ni haut ni bas dans le ciel, monture mécanique pour supporter le système). Par contre, l'usage marin ou terrestre a imposé un tube télescopique et un système optique de redressement de l'image, dit véhicule composé d'un doublet ou d'un nombre pair de prismes (qui, pliés, raccourcissent l'encombrement) dans le cas de la lunette à prismes ou des jumelles dites de marine.

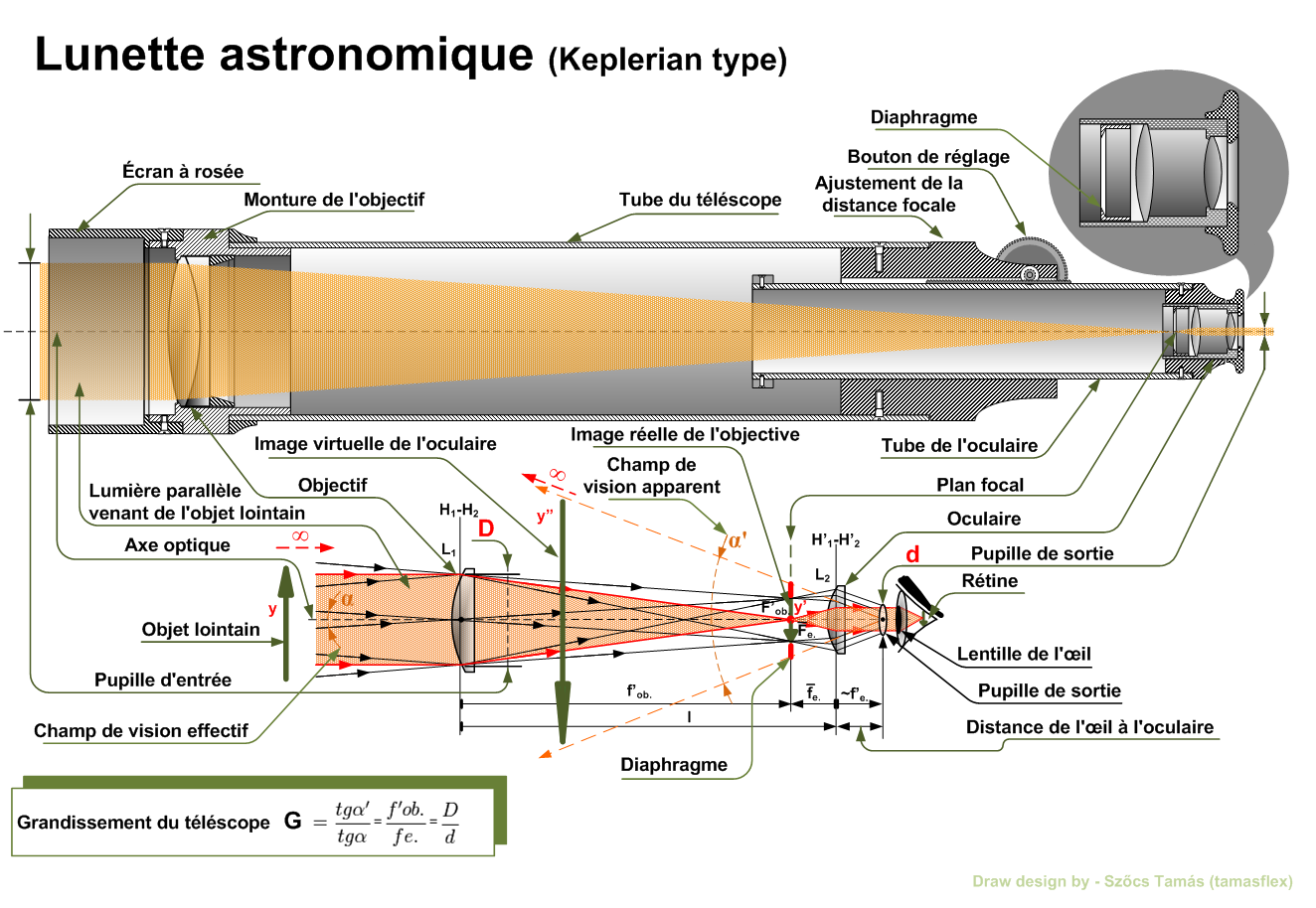
Schéma de principe d'une lunette astronomique.

Lunette astronomique équipée d'un chercheur et d'un appareil photographique à grande focale sur le même axe.

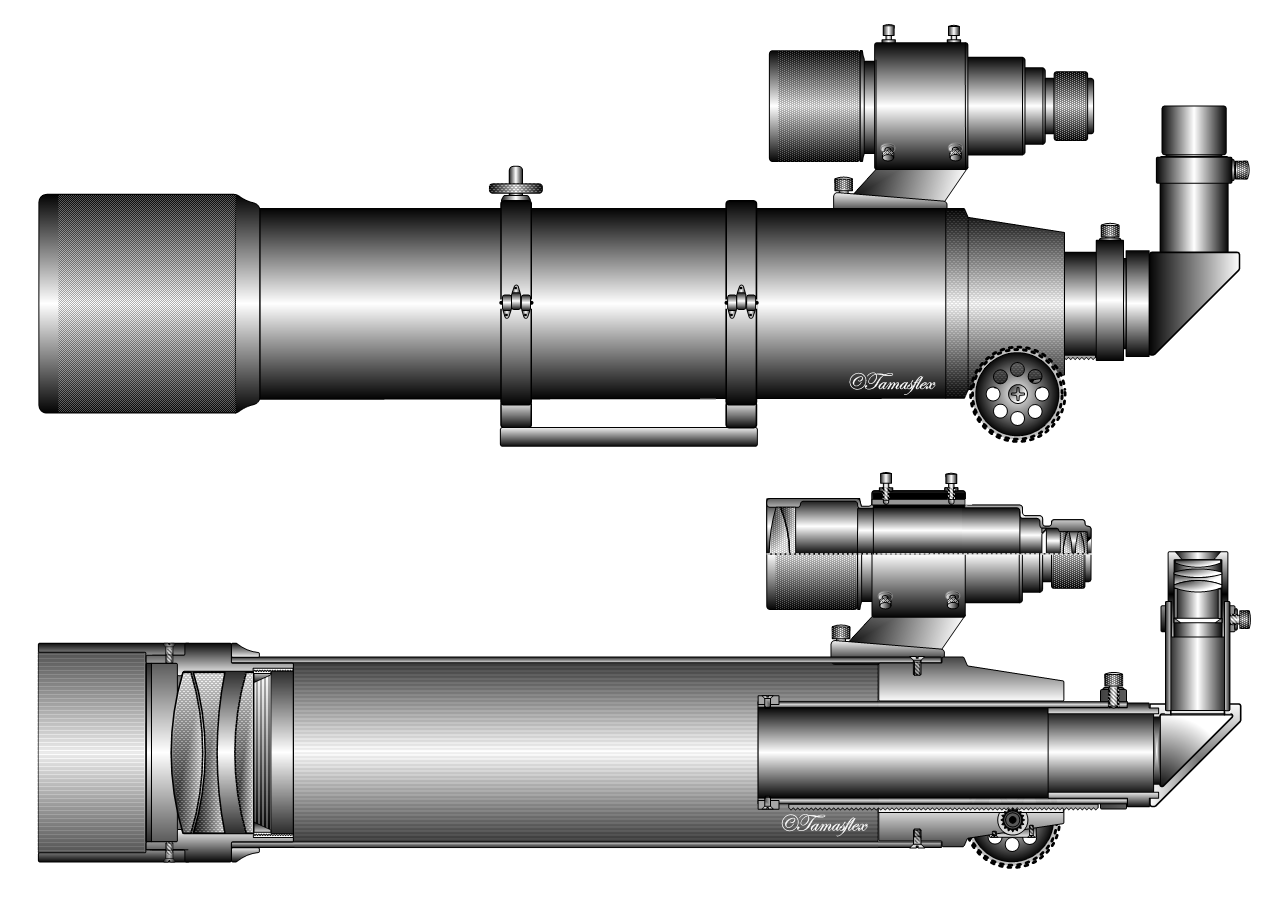
Lunette apochromatique.

On peut faire une lunette simple avec deux loupes. Une grande, à foyer assez lointain servant d'objectif, et une petite, à foyer rapproché servant d'oculaire. En effet, l'objectif et l'oculaire sont deux systèmes optiques convergents, c'est-à-dire qu'ils concentrent (focalisent) les rayons lumineux, à la manière d'une loupe. Ces deux systèmes convergents ont comme caractéristiques principales le diamètre et la distance focale. La distance focale est la distance entre le centre du système optique convergent (par exemple le centre de la lentille d'une loupe) et le foyer (le point où des rayons lumineux provenant de l'infini convergent).
Les lunettes modernes ont toutes des objectifs et des oculaires composés de plusieurs lentilles. En effet, une lentille simple n'a une qualité acceptable que sous certaines conditions. On peut corriger ou diminuer certains défauts en appariant plusieurs lentilles ayant des verres d'indice différent, on crée ainsi des doublets achromatiques ou des triplets apochromatiques qui sont exempts de défauts sur des plages plus grandes.
Le grossissement de la lunette est donné par : {\displaystyle G={\frac {\alpha '}{\alpha }}} où {\displaystyle \alpha '} est l'angle sous lequel on voit l'image finale au travers de la lunette et {\displaystyle \alpha } est l'angle sous lequel on voit l'objet à l'œil nu.
Pour l'observation des objets célestes, on peut considérer que les angles sont petits et ainsi on a (pour de petits angles) : {\displaystyle \tan \alpha \simeq \sin \alpha \simeq \alpha (rad)}
Alors, le grossissement de la lunette est calculé en divisant la distance focale de l'objectif par celle de l'oculaire.

## Lunette astronomique afocale

Principe optique d'une lunette astronomique afocale ; par rapport à l'œil nu (en haut), la lunette collecte plus de lumière et amplifie l'angle d'incidence sur l'œil, l'objet est donc vu plus grand et plus lumineux.

Une lunette astronomique est dite afocale lorsque le foyer image de l'objectif est à la même position que le foyer objet de l'oculaire. L'objet observé se trouvant à l'infini son image se trouve dans le plan focal image de l'objectif. Or le plan focal image de l'objectif est aussi le plan focal objet de l'oculaire, l'image fournie par celui-ci se trouve à l'infini. Un œil humain parfait étant fait pour observer un objet situé à l'infini, il n'accommode pas lorsqu'il observe une image à travers une lunette astronomique afocale (les myopes et les hypermétropes compensent par le réglage oculaire).

## Lunette équatoriale coudée
Les lunettes équatoriales coudées sont des modèles particuliers de grande lunette astronomique mis au point en 1871 par l'astronome Maurice Lœwy. Ce type d'instrument devait permettre de construire de grandes lunettes sans avoir les inconvénients liés à la flexion des longs tubes en ajoutant un point d'appui en son centre. Cependant, il fallait donc ajouter deux miroirs au dispositif (le faisceau optique forme deux angles droits avant d'arriver dans l’oculaire), ce qui pouvait nuire à la qualité des images. En revanche, un des avantages non négligeables des lunettes équatoriales coudées était que l'observateur était immobile et pouvait donc se trouver dans un bâtiment chauffé.
En tout, seulement sept lunettes équatoriales ont été construites dans le monde : deux à Paris, une à Lyon, une à Besançon, une à Nice, une à Alger et une à Vienne. Celle de l'observatoire de Lyon est la dernière à encore fonctionner dans son état d'origine.

## Lunette et télescope
Un télescope se différencie d'une lunette astronomique :
- la lunette astronomique a un objectif composé d'un ensemble de lentilles
- le télescope a un objectif-miroir comme composant essentiel

Il faut noter le risque de confusion dans l'utilisation et la traduction du mot telescope, particulièrement lors de la consultation de documentations en langue anglaise. En effet, dans cette langue, le mot télescope est utilisé tant pour la lunette astronomique (on parle alors de refracting telescope) que pour le télescope (on parle de reflecting telescope).
Le télescope présente certains avantages par rapport à la lunette :
- il est beaucoup plus facile de fabriquer un grand miroir qu’une grande lentille
- la qualité de l'image fournie par un télescope est meilleure que celle fournie par une lunette, étant notamment dépourvue d'aberrations chromatiques
- à performance égale, le télescope est moins encombrant que la lunette, et donc est plus léger et plus facile à manier que celle-ci

Les amateurs constructeurs atteignent plus facilement la réalisation d'un miroir de moyennes dimensions (autour de 200 mm)[réf. nécessaire] et l'instrument des passionnés non professionnels est, par conséquent, le télescope.